# Carlos Rodríguez (athlétisme)
Pour les articles homonymes, voir Carlos Rodríguez et Rodríguez.
Carlos Rodríguez (né le 2 juillet 1992) est un athlète portoricain, spécialiste du sprint.

## Biographie
Son meilleur temps sur 100 m est de 10 s 40, réalisé à Cali le 18 juin 2011.

Il détient le record national de Porto Rico réalisé à Daegu 2011 sur le relais 4 × 100 m en 39 s 04.

Il a été demi-finaliste lors des championnats du monde jeunesse de Bressanone en 2009